# Ophrys tenthredinifera
Ophrys tenthredinifera is een Europese orchidee. Het is een zeldzame soort van het westelijke Middellandse Zeegebied, met grote, zeer kleurrijke bloemen.

## Naamgeving enetymologie
- Frans: Ophrys guêpe, Ophrys tenthrède, Ophrys à grandes fleures
- Duits: Wespen-Ragwurz

De botanische naam Ophrys is afkomstig van Oudgrieks ὀφρῦς, ophrus, ‘wenkbrauw’, wat zou moeten slaan op de behaarde lip. De soortaanduiding tenthredinifera is afkomstig van Oudgrieks τενθρηδών, tenthrēdōn, 'wesp' en Latijn ferre, 'dragen', naar de (veronderstelde) gelijkenis van de bloem met een bladwesp van het geslacht Tenthredo.

## Kenmerken

### Habitus

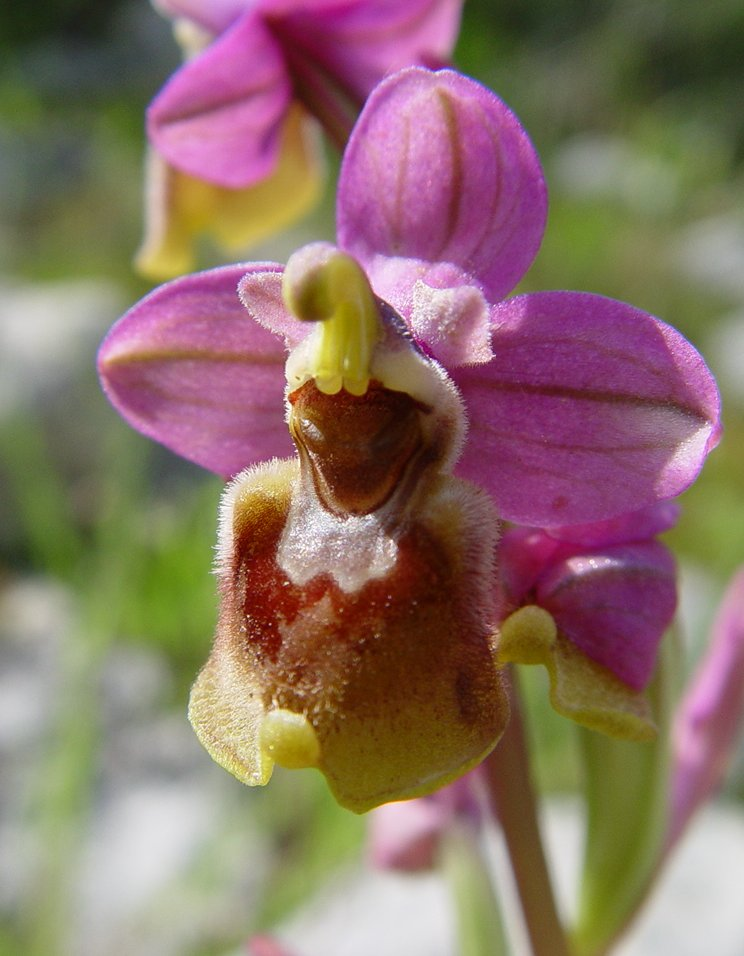
Detail bloem

Ophrys tenthredinifera is een overblijvende, niet-winterharde plant, tot 30 cm hoog, forsgebouwd, met drie tot zes grote, zeer kleurrijke bloemen in een korte aar.

### Bloemen
De bloemen zijn tot 26 mm groot, met grote, roze tot purperen, ovale kelkbladen met groene middennerf en in verhouding kleine, driehoekige bovenste kroonbladen in dezelfde kleur, met geknikte voet.
De lip is tot 20 mm lang, licht convex, lang trapeziumvormig, met de onderste hoeken opgekruld. Het midden van de lip is licht- tot donkerbruin, fluweelachtig behaard, met in de hoeken bovenaan twee min of meer opvallende, driehoekige uitstulpingen, geel tot lichtbruin gekleurd en behaard. De rand is geel tot groen en ruwer behaard. Het speculum is klein en onregelmatig van vorm, soms afwezig, dikwijls blauwachtig gekleurd en met wit omrand. Het aanhangseltje is opgericht, duidelijk zichtbaar, in een V-vormige instulping onder aan de lip, omgeven door een weinig opvallend bosje langere haren. Het basaal veld is egaal rood tot bruinrood, de stempelholte rood tot grijsbruin. Het gynostemium is kort en stomp.
De bloeitijd is van maart tot april.

## Voortplanting
Ophrys tenthredinifera wordt bestoven door onder andere de langhoornbij Eucera nigrilabris.
Voor details van de voortplanting, zie spiegelorchis.

## Habitat
Ophrys tenthredinifera groeit vooral op alkalische tot licht zure, vochtige tot droge bodems op zonnige tot beschaduwde plaatsen, zoals graslanden, garrigues, struikgewas en lichte bossen. In middelgebergte komt de soort voor tot op hoogtes van 1.800 m.

## Verspreiding en voorkomen
Ophrys tenthredinifera komt voor in het westelijk Middellandse Zeegebied, van Lybië, Algerije, Marokko, Spanje en Portugal tot in het zuiden van Frankrijk. Ook op de Balearen. Over heel het verspreidingsgebied zeldzaam en slechts lokaal voorkomend.
In Frankrijk is ze zeer zeldzaam in de departementen Aude en Pyrénées-Orientales.

## Verwantschap en gelijkende soorten
Ophrys tenthredinifera wordt binnen het geslacht Ophrys in een sectie Tenthrediniferae geplaatst samen met enkele zeer gelijkende soorten zoals O. neglecta en O. aprilia. Ze kan van deze soorten onderscheiden worden door de grote maar smalle bloemlip met de gele of groene rand en de opgekrulde hoekpunten.

## Bedreiging en bescherming
Ophrys tenthredinifera is in Frankrijk nationaal beschermd.